# كابتن ريما
ريما عبد الله (23 يناير 1983 -)، مذيعة وممثلة سعودية، معروفة باسم كابتن ريما. كانت بدايتها من خلال تقديم البرامج في الإذاعة، دخلت التمثيل من خلال مسلسل الميراث.

## أعمالها
- 2020: بالساعة
- 2020: الميراث
- 2022: حريم طارق